# Koks
Koks je visokokalorično umjetno kruto gorivo, dobiveno suhom destilacijom kamenog ugljena ili lignita, uz potpuni ili djelomični nedostatak zraka. Koks je tvrda, porozna (šupljikava) tvar, proizvedena grijanjem ugljena do visoke temperature bez pristupa zraka, a koristi se u proizvodnji željeza i čelika u visokim pećima.
Postupnim zagrijavanjem usitnjenog kamenog ugljena ili lignita u koksarama, dolazi kod temperatura viših od 200 ºC do razgradnje ugljena, uz stvaranje raznih plinova. Kod suhe destilacije u koksarama, na visokim temperaturama (od 1000 ºC do 1200 ºC) ostaje metalurški koks, a kod suhe destilacije na nižim temperaturama (od 450 ºC do 550 ºC) ostaje polukoks. Ostaci kod proizvodnje koksa su sirovi katran i ugljeni plin, koji iznose oko 30% vrijednosti proizvodnje jedne koksare. Ugljeni plin sadrži približno 50 % vodika, 35 % metana i 8 % ugljikovog monoksida.

## Povijest
Koks se počeo rabiti u metalurgiji željeza u 9. stoljeću u Kini, a u 11. stoljeću počeo se rabiti za visoke peći. Nakon toga se počeo rabiti sredinom 18. stoljeća u Engleskoj. Prednost koksa u odnosu na drveni ugljen je ta što je koks čvršći, tako da se visoka peć mogla više napuniti sa željeznom rudom, vapnencom i koksom, i da se moglo dobiti i više sirovog željeza, sirovine za dobivanje čelika.

## Metalurški koks
Metalurški koks ima ogrjevnu vrijednost oko 8000 kcal/kg. Porozan je, srebrnkasto siv, prizmatična loma, a sadrži nešto pepela i sumpora. Postoje dvije vrste metalurškog koksa:
- koks za visoke peći, s obujmom pora oko 50%
- ljevaonički koks, s poroznošću oko 25%, koji je gust, zbijen i može podnijeti tlak od 12 do 20 N/mm2.

U državama koje proizvode veće količine koksa, kvaliteta koksa je određena standardima.

## Plinarski koks
Plinarski koks se dobiva kao ostatak u plinarama. Sitniji je i mekši, tamnosive boje. Služi kao gorivo u koksnim pećima i za centralno grijanje.

## Vodeni plin
Vodeni plin (plavi plin, sintetski plin, singas) jest plin koji služi kao sirovina u industriji sinteze organskih spojeva, kao gorivo kod zavarivanja, proizvodnje stakla i u drugim industrijama, gdje je potrebno razviti visoku temperaturu. Vodeni plin se proizvodi tako da se para prevodi preko užarenog ugljena ili koksa. Sastoji se uglavnom od ugljikova monoksida (CO) i vodika (H2) onečišćenih s malim količinama CO2, N2, CH4, and O2.
C(k) + H2O(p) <=> CO(k) + H2(p)